# Kajkawus II
Kajkawus II (pers. عز الدين كيكاوس بن كيخسرو)  (zm. 1279) – sułtan seldżuckiego Sułtanatu Rum, syn Kaj Chusraua II. Panował samodzielnie w latach 1246–1248, a następnie musiał podzielić się władzą z bratem Kilidż Arslanem IV.